# رضی‌آباد (قرچک)
رضی‌آباد روستایی در دهستان ولی‌آباد بخش مرکزی شهرستان قرچک استان تهران ایران است.

## جمعیت
بر پایه سرشماری عمومی نفوس و مسکن در سال ۱۳۹۵ جمعیت این مکان ۵۰ نفر (۲۴خانوار) بوده‌است.